# George-Gabriel Grigore
George-Gabriel Grigore (ur. 13 listopada 1970) – rumuński szachista, arcymistrz od 2002 roku.

## Kariera szachowa
W roku 1990 zwyciężył w mistrzostwach Rumunii juniorów do lat 20, reprezentował również swój kraj w mistrzostwach świata w tej kategorii wiekowej. Czterokrotnie zdobył złote (1988, 1990, 1997, 1999) i czterokrotnie srebrne medale (1991, 1992, 2001, 2002) drużynowych mistrzostw kraju. W latach 2000 i 2004 wystąpił na szachowych olimpiadach, jest również trzykrotnym medalistą indywidualnych mistrzostw Rumunii: srebrnym (2007) oraz dwukrotnie brązowym (1993, 1997).
Odniósł wiele sukcesów w turniejach międzynarodowych, m.in. w:
- Odorheiu Secuiescu (1992, dz. I m. wraz z Gabrielem Schwartzmanem),
- Kolonii (1992, I m.),
- Bukareszcie (1995, I m.),
- Götzis (1996, turniej B, I m.),
- Genui (1999, I m.),
- Cesenatico (1999, I m.),
- Castellanecie (2000, I m.),
- Barbera del Valles (2003, dz. I m. wraz z Wiktorem Moskalenko),
- Arco (2003, I m.),
- Bukareszcie (2004, dz. I m. wraz z Belą Badea i Wadimem Szyszkinem),
- Sitges (2005, dz. II m. za Olegiem Korniejewem, m.in. wraz z Javierem Camposem Moreno),
- Badalonie (2005, dz. II m. za Yurim Gonzalezem Vidalem, m.in. wraz z Władimirem Jepiszynem i Olegiem Korniejewem),
- Eforie (2006, dz. I m. m.in. wraz z Danielem Moldovanem(inne języki) i Constantinem Lupulescu),
- Condomie (2006, dz. I m.; 2007, I m.),
- Bukareszcie (2007, dz. I m. wraz z Wadimem Szyszkinem, Constantinem Lupulescu i Alinem Berescu),
- Arco di Trento (2008, II m. za Marcosem Llanezą Vega(inne języki)),
- Baia Sprie (2009, I m.),
- Rivoltella sul Garda (2009, wspólnie z Mirosławem Grabarczykiem i Wołodymyrem Małaniukiem).

Uwaga: Lista sukcesów niekompletna (do uzupełnienia od 2010 roku).
Najwyższy ranking w dotychczasowej karierze osiągnął 1 lipca 2009 r., z wynikiem 2558 punktów zajmował wówczas 6. miejsce wśród rumuńskich szachistów.